# Baureihe 517
De Baureihe 517 en 817, tot 1968 bekend als ETA 176 en ESA 176 sinds 1960 ook wel Limburger Zigarre genoemd is een elektrisch treinstel bestemd voor het lokaal personenvervoer van de Deutsche Bundesbahn (DB).

## Geschiedenis
De Preußische Staatseisenbahn gebruikte sinds 1907 met goed resultaat een accu treinstel van de serie ETA 178. De Deutsche Bundesbahn kocht in 1949 een aantal voertuigen met laag energieverbruik voor personenvervoer op lokaal spoorlijnen. Hierbij viel de keuze op elektrische tractie. Na de bouw van deze proefserie van het type ETA 176 werd in besloten in totaal 232 motorwagens en 216 stuurstandwagens van het type ETA 150 te laten bouwen
De Deutsche Bundesbahn kocht na de oprichting een aantal voertuigen met laag energieverbruik voor personenvervoer op lokale spoorlijnen. Hierbij viel de keuze op elektrische tractie.

## Constructie en techniek
Het treinstel is opgebouwd uit een stalen frame. Deze treinstellen konden tot twee stuks gecombineerd rijden.

## Treindiensten
De treinen werden door Deutsche Bundesbahn DB in gezet vanuit Bw Limburg an der Lahn.

## Foto's

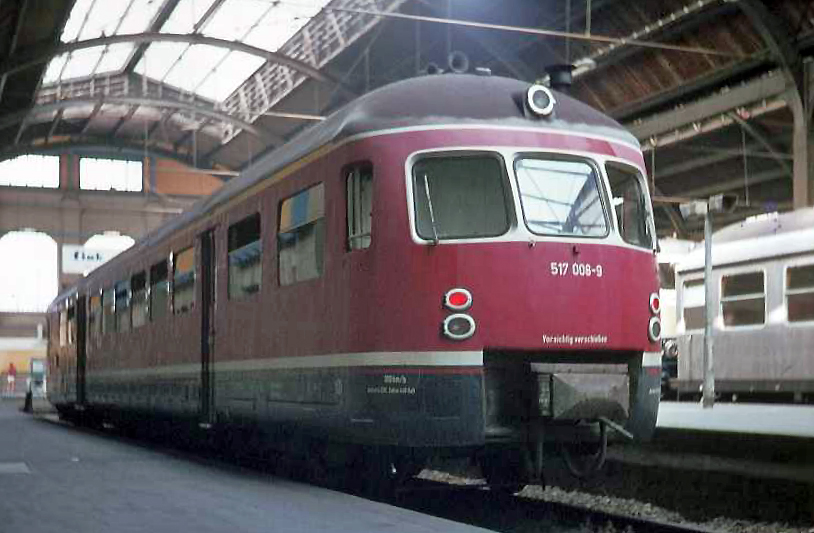
517 008 in 1982 te Wiesbaden Hbf
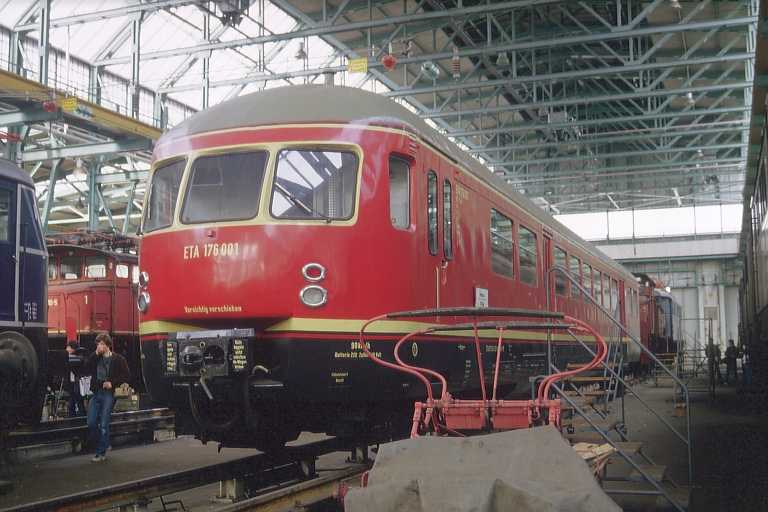
ETA 176 001 tijdens restauratie in 1984, AW München-Freimann

In dit overzicht staan eveneens treinen van de Deutsche Bundesbahn (DB) en van de Deutsche Reichsbahn (DR)